# Felix Afena-Gyan
Felix Afena Ohene-Gyan (Sunyani, 19 de janeiro de 2003), é um futebolista ganês que atua como atacante. Atualmente defende a Juventus Next Gen, emprestado pela Cremonese.

## Carreira
Afena-Gyan foi para as categorias de base da Roma em março de 2021, vindo do EurAfrica FC. Foi relacionadp pela primeira vez a uma partida dos Giallorossi em outubro, contra o Napoli, porém não saiu do banco de reservas; sua estreia como profissioinal foi no mesmo mês, na partida contra o Cagliari. Em novembro, marcou seus 2 primeiros gols na carreira na vitória por 2 a 0 sobre o Genoa (foram também os únicos de Afena-Gyan como jogador da Roma), tornando-se o primeiro jogador nascido em 2003 a balançar as redes na primeira divisão italiana.
Fez parte do elenco campeão da primeira edição da Liga Conferência Europa da UEFA, atuando em 3 jogos. Em sua primeira temporada como atleta profissional, Afena-Gyan participou de 22 jogos oficiais com a camisa giallorossa (17 pela Série A, 2 pela Copa da Itália e as 3 pela Liga Conferência).
Em agosto de 2022, a Cremonese anunciou a contratação do atacante. Ele marcou seu primeiro com a camisa grigiorossa em outubro, na vitória por 4 a 2 sobre o Modena, em jogo válido pela Copa da Itália.
Em agosto de 2024, o atacante foi emprestado à  Juventus Next Gen (time B da Vecchia Signora), que disputa a Série C italiana.

## Seleção Ganesa
Convocado pela primeira vez para a Seleção Ganesa em novembro de 2021, Afena-Gyan recusou disputar os jogos contra Etiópia e África do Sul, válidos pelas eliminatórias da Copa de 2022, alegando que a convocação veio muito cedo e que pretendia se concentrar em seu desenvolvimento na Roma.
Sua estreia pelos Black Stars foi em março de 2022, contra a Nigéria, marcando seu primeiro gol pela seleção em junho, na vitória por 3 a 0 sobre Madagáscar, pelas eliminatórias da Copa Africana de 2023 - neste jogo, deu um passe para o primeiro gol, marcado por Mohammed Kudus. Ele chegou a figurar na pré-lista de Otto Addo para a Copa do Mundo, mas não foi convocado para o torneio.

## Títulos
Roma
- Liga Conferência Europa da UEFA: 2021–22[19]

### Individuais
- Prêmio Odartey Lamptey Future Star: 2022[20]
- Jogador de futebol mais promissor do Calcio Trade Ball: 2022[21]